# بل (فلوريدا)
بل (بالإنجليزية: Bell)‏ هي مدينة أمريكية تقع في ولاية فلوريدا. تبلغ مساحة هذه المدينة 4.2 (كم²)،ويبلغ عدد سكانها 349 نسمة حسب إحصاء سنة 2010 م 349.تشير إحصاءات سنة 2000م بأن الكثافة السكانية في هذه المدينة تقدر بـ(83.1) نسمة/كم2 

## أعلام
- كول وايت